# 敷州
敷州（ふしゅう）は、中国にかつて存在した州。南北朝時代から隋代にかけて、現在の陝西省延安市一帯に設置された。

## 魏晋南北朝時代
491年（太和15年）、北魏により設置された東秦州を前身とする。521年（正光2年）に東秦州は北華州と改称された。北華州は中部郡・敷城郡の2郡7県を管轄した。その州治は杏城に置かれた。
554年（廃帝3年）、西魏により北華州は敷州と改称された。

## 隋代
隋初には敷州は2郡4県を管轄した。583年（開皇3年）、隋が郡制を廃すると、敷州の属郡の内部郡と敷城郡は廃止された。607年（大業3年）に州が廃止されて郡が置かれると、敷州は上郡と改称され、下部に5県を管轄した。隋代の行政区分に関しては下表を参照。
| 州 | 敷州          | 敷州          | 郡 | 上郡                               |
| 郡 | 内部郡        | 敷城郡        | 県 | 内部県 三川県 鄜城県 洛川県 洛交県 |
| 県 | 内部県 三川県 | 敷城県 洛川県 | 県 | 内部県 三川県 鄜城県 洛川県 洛交県 |

## 唐代
618年（武徳元年）、唐により上郡は鄜州と改められた。742年（天宝元年）、鄜州は洛交郡と改称された。758年（乾元元年）、洛交郡は鄜州の称にもどされた。鄜州は関内道に属し、洛交・洛川・三川・直羅・甘泉の5県を管轄した。